# Lijst van Tweede Kamerleden voor de Boerenpartij
Een overzicht van alle voormalige Tweede Kamerleden voor de Boerenpartij.
|                 | Tweede Kamerlid              | Begindatum       | Einddatum        |
| --------------- | ---------------------------- | ---------------- | ---------------- |
|                 | Johan van de Brake           | 23 februari 1967 | 26 juni 1968     |
|                 | Evert Jan Harmsen            | 5 juni 1963      | 26 juni 1968     |
|                 | Wouter van Harselaar         | 1 februari 1968  | 26 juni 1968     |
|                 | Victor Honig van den Bossche | 7 december 1972  | 7 juni 1977      |
|                 | Hendrik Koekoek              | 5 juni 1963      | 9 juni 1981      |
|                 | Jan de Koning                | 3 april 1973     | 7 juni 1977      |
|                 | Hubert Kronenburg            | 23 februari 1967 | 26 juni 1968     |
|                 | Pieter Leffertstra           | 23 februari 1967 | 24 januari 1968  |
|                 | Toon Nuijens                 | 23 februari 1967 | 9 mei 1971       |
| 7 december 1972 | Toon Nuijens                 | 25 februari 1973 |                  |
|                 | Nico Verlaan                 | 23 februari 1967 | 22 april 1971    |
|                 | Poulus Voogd                 | 5 juni 1963      | 12 december 1966 |